# Geyre, Karacasu
Geyre là một thị trấn thuộc huyện Karacasu, tỉnh Aydın, Thổ Nhĩ Kỳ. Dân số thời điểm năm 2010 là 956 người.